# 1983年
1983年（1983 ねん）は、西暦（グレゴリオ暦）による、土曜日から始まる平年。昭和58年。
この項目では、国際的な視点に基づいた1983年について記載する。

## 他の紀年法
- 干支：癸亥（みずのと い）
- 日本（月日は一致）
  - 昭和58年
  - 皇紀2643年
- 大韓民国（月日は一致）
  - 檀紀4316年
- 中華民国（月日は一致）
  - 中華民国72年
- 朝鮮民主主義人民共和国（月日は一致）
  - 主体72年
- 仏滅紀元：2525年 - 2526年
- イスラム暦：1403年3月16日 - 1404年3月26日
- ユダヤ暦：5743年4月16日 - 5744年4月25日
- Unix Time：410227200 - 441763199
- 修正ユリウス日 (MJD)：45335 - 45699
- リリウス日 (LD)：146176 - 146540

※主体暦は、朝鮮民主主義人民共和国で1997年に制定された。

## カレンダー
| 1月 |    |    |    |    |    |    |
| 日  | 月 | 火 | 水 | 木 | 金 | 土 |
|     |    |    |    |    |    | 1  |
| 2   | 3  | 4  | 5  | 6  | 7  | 8  |
| 9   | 10 | 11 | 12 | 13 | 14 | 15 |
| 16  | 17 | 18 | 19 | 20 | 21 | 22 |
| 23  | 24 | 25 | 26 | 27 | 28 | 29 |
| 30  | 31 |    |    |    |    |    |
|     |    |    |    |    |    |    |

| 2月 |    |    |    |    |    |    |
| 日  | 月 | 火 | 水 | 木 | 金 | 土 |
|     |    | 1  | 2  | 3  | 4  | 5  |
| 6   | 7  | 8  | 9  | 10 | 11 | 12 |
| 13  | 14 | 15 | 16 | 17 | 18 | 19 |
| 20  | 21 | 22 | 23 | 24 | 25 | 26 |
| 27  | 28 |    |    |    |    |    |
|     |    |    |    |    |    |    |

| 3月 |    |    |    |    |    |    |
| 日  | 月 | 火 | 水 | 木 | 金 | 土 |
|     |    | 1  | 2  | 3  | 4  | 5  |
| 6   | 7  | 8  | 9  | 10 | 11 | 12 |
| 13  | 14 | 15 | 16 | 17 | 18 | 19 |
| 20  | 21 | 22 | 23 | 24 | 25 | 26 |
| 27  | 28 | 29 | 30 | 31 |    |    |
|     |    |    |    |    |    |    |

| 4月 |    |    |    |    |    |    |
| 日  | 月 | 火 | 水 | 木 | 金 | 土 |
|     |    |    |    |    | 1  | 2  |
| 3   | 4  | 5  | 6  | 7  | 8  | 9  |
| 10  | 11 | 12 | 13 | 14 | 15 | 16 |
| 17  | 18 | 19 | 20 | 21 | 22 | 23 |
| 24  | 25 | 26 | 27 | 28 | 29 | 30 |
|     |    |    |    |    |    |    |

| 5月 |    |    |    |    |    |    |
| 日  | 月 | 火 | 水 | 木 | 金 | 土 |
| 1   | 2  | 3  | 4  | 5  | 6  | 7  |
| 8   | 9  | 10 | 11 | 12 | 13 | 14 |
| 15  | 16 | 17 | 18 | 19 | 20 | 21 |
| 22  | 23 | 24 | 25 | 26 | 27 | 28 |
| 29  | 30 | 31 |    |    |    |    |
|     |    |    |    |    |    |    |

| 6月 |    |    |    |    |    |    |
| 日  | 月 | 火 | 水 | 木 | 金 | 土 |
|     |    |    | 1  | 2  | 3  | 4  |
| 5   | 6  | 7  | 8  | 9  | 10 | 11 |
| 12  | 13 | 14 | 15 | 16 | 17 | 18 |
| 19  | 20 | 21 | 22 | 23 | 24 | 25 |
| 26  | 27 | 28 | 29 | 30 |    |    |
|     |    |    |    |    |    |    |

| 7月 |    |    |    |    |    |    |
| 日  | 月 | 火 | 水 | 木 | 金 | 土 |
|     |    |    |    |    | 1  | 2  |
| 3   | 4  | 5  | 6  | 7  | 8  | 9  |
| 10  | 11 | 12 | 13 | 14 | 15 | 16 |
| 17  | 18 | 19 | 20 | 21 | 22 | 23 |
| 24  | 25 | 26 | 27 | 28 | 29 | 30 |
| 31  |    |    |    |    |    |    |
|     |    |    |    |    |    |    |

| 8月 |    |    |    |    |    |    |
| 日  | 月 | 火 | 水 | 木 | 金 | 土 |
|     | 1  | 2  | 3  | 4  | 5  | 6  |
| 7   | 8  | 9  | 10 | 11 | 12 | 13 |
| 14  | 15 | 16 | 17 | 18 | 19 | 20 |
| 21  | 22 | 23 | 24 | 25 | 26 | 27 |
| 28  | 29 | 30 | 31 |    |    |    |
|     |    |    |    |    |    |    |

| 9月 |    |    |    |    |    |    |
| 日  | 月 | 火 | 水 | 木 | 金 | 土 |
|     |    |    |    | 1  | 2  | 3  |
| 4   | 5  | 6  | 7  | 8  | 9  | 10 |
| 11  | 12 | 13 | 14 | 15 | 16 | 17 |
| 18  | 19 | 20 | 21 | 22 | 23 | 24 |
| 25  | 26 | 27 | 28 | 29 | 30 |    |
|     |    |    |    |    |    |    |

| 10月 |    |    |    |    |    |    |
| 日   | 月 | 火 | 水 | 木 | 金 | 土 |
|      |    |    |    |    |    | 1  |
| 2    | 3  | 4  | 5  | 6  | 7  | 8  |
| 9    | 10 | 11 | 12 | 13 | 14 | 15 |
| 16   | 17 | 18 | 19 | 20 | 21 | 22 |
| 23   | 24 | 25 | 26 | 27 | 28 | 29 |
| 30   | 31 |    |    |    |    |    |
|      |    |    |    |    |    |    |

| 11月 |    |    |    |    |    |    |
| 日   | 月 | 火 | 水 | 木 | 金 | 土 |
|      |    | 1  | 2  | 3  | 4  | 5  |
| 6    | 7  | 8  | 9  | 10 | 11 | 12 |
| 13   | 14 | 15 | 16 | 17 | 18 | 19 |
| 20   | 21 | 22 | 23 | 24 | 25 | 26 |
| 27   | 28 | 29 | 30 |    |    |    |
|      |    |    |    |    |    |    |

| 12月 |    |    |    |    |    |    |
| 日   | 月 | 火 | 水 | 木 | 金 | 土 |
|      |    |    |    | 1  | 2  | 3  |
| 4    | 5  | 6  | 7  | 8  | 9  | 10 |
| 11   | 12 | 13 | 14 | 15 | 16 | 17 |
| 18   | 19 | 20 | 21 | 22 | 23 | 24 |
| 25   | 26 | 27 | 28 | 29 | 30 | 31 |
|      |    |    |    |    |    |    |

## できごと
世界のできごとのみ記載。

### 1月
- 1月1日 - ARPANETがIPに切り替わった[1]。
- 1月2日 - ミュージカル『アニー』のブロードウェイ・オリジナル版が2377回のロングランで終演。
- 1月22日 - アメリカ海軍の巡洋艦で最初のイージス艦である、タイコンデロガ級ミサイル巡洋艦1番艦タイコンデロガが就役。

### 2月
- 2月8日 - イギリスの種牡馬シャーガーが誘拐され、その後行方不明となる。
- 2月13日 - ハワイアン・オープンで青木功が日本人初のアメリカPGAツアー優勝を果たす。

### 3月
- 3月6日 - 西ドイツで「緑の党」が議会に初進出。
- 3月8日 - ロナルド・レーガン米大統領が一般教書演説中に悪の帝国発言を行う。

### 4月
- 4月15日 - 千葉県浦安市に東京ディズニーランドが開園。
- 4月18日 - ベイルートの米大使館で爆弾テロ。
- 4月24日 - アムトラック発足後も移管せずデンバー - オグデン間で最後まで自社運行を続けていたリオグランデ鉄道の「リオグランデ・ゼファー（英語版）」号が営業運転を終了[注 1]、アメリカ国内から私鉄による定期長距離旅客列車が消滅する。

### 5月
- 5月9日 - ローマ教皇ヨハネ・パウロ2世が、地動説を支持したガリレオ・ガリレイに対する宗教裁判の誤りを認める。
- 5月11日 - IRAS・荒貴・オルコック彗星が地球から約466万kmのところを通過。
- 5月25日 - スター・ウォーズ エピソード6/ジェダイの帰還が公開。
- 5月28日 - 第9回先進国首脳会議開催。

### 6月
- 6月5日 - 客船アレクサンドル・スヴォーロフ号がウリヤノフスク鉄道橋に衝突、177名の死者を出す。
- 6月9日 - 1983年イギリス総選挙
- 6月13日 - パイオニア10号が海王星の軌道を横断。
- 6月18日 - アメリカ人初の女性宇宙飛行士を乗せたスペースシャトル「チャレンジャー」打ち上げ。

### 7月
- 7月15日 - 任天堂が「ファミリーコンピュータ」（ファミコン）を発売。
- 7月21日 - 南極・ボストーク基地で観測史上世界最低となる-89.2℃を記録。
- 7月23日 - エアカナダ143便が飛行中に燃料切れを起こし、元カナダ空軍基地に不時着（ギムリー・グライダー）。
- 7月24日 - パインタール事件

### 8月
- 8月10日 - フランスがチャド内戦に軍事介入。
- 8月21日 - フィリピンのベニグノ・アキノ元上院議員暗殺。
- 8月30日 - ガイオン・ブルーフォードがアフリカ系アメリカ人として初めて宇宙へ飛び立つ（STS-8）。

### 9月
- 9月1日 - 大韓航空機撃墜事件。ソ連の領空を侵犯したボーイング747を撃墜、乗員・乗客269人全員死亡の惨事に。
- 9月23日 - アラブ首長国連邦アブダビでガルフエア771便爆破事件。
- 9月26日 - スタニスラフ・ペトロフによる核戦争回避事件が発生。（ソ連の監視衛星が米国からの核ミサイル攻撃を誤検出）
- 9月29日 - ロンドン市長に初めて女性が就任。

### 10月
- 10月9日 - ビルマのラングーン（現：ミャンマー ヤンゴン）でテロ事件（ラングーン事件）。
- 10月23日 - ベイルート・アメリカ海兵隊兵舎爆破事件
- 10月25日 - アメリカ軍、グレナダに侵攻（グレナダ侵攻）。

### 11月
- 11月13日 - ミスターシービーが菊花賞を制し、史上3頭目の牡馬クラシック三冠達成。
- 11月20日 - 南アフリカ共和国で人種別三院制議会設置を中心とした憲法改正の是非を問う国民投票が実施され賛成過半数。これにより印僑およびカラードにも限定的な参政権が付与された。

### 12月
- 12月17日 - ロンドンの百貨店ハロッズでIRAによる爆弾テロ、5名が死亡。
- 12月28日 - アメリカ合衆国が国際連合教育科学文化機関からの脱退を宣言。

## 芸術・文化

### 音楽
- カルチャー・クラブ「君は完璧さ」「タイム」[2]
- デキシーズ・ミッドナイト・ランナーズ 「カモン・アイリーン」
- カジャ・グーグー「君はトゥー・シャイ」
- マーヴィン・ゲイ「セクシャル・ヒーリング」
- アイズレー・ブラザーズ「ビトウィーン・ザ・シーツ」
- Mトゥーメイ「ジューシー・フルーツ」
- スパンダー・バレエ「トゥルー」

### 映画
- ダーティ・ハリー4
- 007/オクトパシー
- 卒業白書

## スポーツ

### モータースポーツ
F1世界選手権
- ドライバーズチャンピオン ネルソン・ピケ
- コンストラクターズチャンピオン フェラーリ

ロードレース世界選手権
- 500cc フレディ・スペンサー
- 250cc カルロス・ラバード

## 誕生

### 1月
- 1月1日 - カラム・ダヴェンポート、プロサッカー選手
- 1月1日 - ダニエル・ハルケ、プロサッカー選手（+ 2009年）
- 1月2日 - ケイト・ボスワース、女優
- 1月2日 - 詹智堯、野球選手
- 1月4日 - ケリー・コンドン、女優
- 1月5日 - アーロム・バルディリス、プロ野球選手
- 1月7日 - エドウィン・エンカーナシオン、メジャーリーガー
- 1月7日 - ナタリー・ガルビス、ゴルファー
- 1月7日 - ブレット・ダルトン、俳優
- 1月8日 - クリス・モルデツキー、プロレスラー
- 1月8日 - 李思欣、女優
- 1月8日 - 陳燮霞、ウェイトリフティング選手
- 1月11日 - エイドリアン・スーティル、F1ドライバー
- 1月11日 - スタニスラフ・ティムチェンコ、フィギュアスケート選手
- 1月17日 - アルバロ・アルベロア、サッカー選手
- 1月17日 - ブラディミール・バニョス、野球選手
- 1月19日 - 宇多田ヒカル、アーティスト
- 1月20日 - 矢口真里、元モーニング娘
- 1月21日 - アレックス・アッカー、バスケットボール選手
- 1月22日 - 陽耀勲、プロ野球選手
- 1月24日 - ショーン・マロニー、サッカー選手
- 1月24日 - スコット・スピード、F1ドライバー
- 1月26日 - ライアン・ローランドスミス、野球選手
- 1月27日 - マイク・ザガースキー、プロ野球選手
- 1月31日 - ファビオ・クアリャレッラ、サッカー選手

### 2月
- 2月1日 - ケビン・マーティン、バスケットボール選手
- 2月3日 - 大空あすか、AV女優、ストリッパー
- 2月7日 - クリスチャン・クリエン、F1ドライバー
- 2月7日 - スコット・フェルドマン、メジャーリーガー
- 2月7日 - フェデリコ・マルケッティ、サッカー選手
- 2月8日 - アティバ・ハッチンソン、サッカー選手
- 2月8日 - 國分優香里、声優
- 2月10日 - 石森太二、元ボディビルダー、プロレスラー
- 2月10日 - マテイ・トート、陸上競技選手
- 2月11日 - ラファエル・ファン・デル・ファールト、サッカー選手
- 2月14日 - バカリ・サニャ、サッカー選手
- 2月15日 - ジャーメイン・ジェナス、サッカー選手
- 2月15日 - 崔俊蓆、野球選手
- 2月15日 - ラッセル・マーティン、メジャーリーガー
- 2月19日 - イワン・シェフェル、フィギュアスケート選手
- 2月19日 - 琴欧洲勝紀、大相撲力士・大関
- 2月19日 - 庄子裕衣、声優
- 2月20日 - ジャスティン・バーランダー、メジャーリーガー
- 2月21日 - 隆の山俊太郎、大相撲力士
- 2月23日 - アーメド・ホッサム、サッカー選手、サッカー指導者
- 2月23日 - アジズ・アンサリ、俳優、コメディアン
- 2月23日 - エミリー・ブラント、女優
- 2月23日 - コンスタンチン・メンショフ、フィギュアスケート選手
- 2月25日 - 森渉、俳優
- 2月26日 - ケープレル・ラヴェラン・リマ・フェレイラ、サッカー選手
- 2月27日 - アンソニー・セラテリ、プロ野球選手
- 2月27日 - デビン・ハリス、バスケットボール選手
- 2月27日 - ルイス・ゴンザレス、プロ野球選手
- 2月28日 - トレント・オルテン、メジャーリーガー

### 3月
- 3月2日 - イ・ハニ、モデル・俳優
- 3月2日 - グレン・パーキンス、メジャーリーガー
- 3月2日 - ペトル・ハルチェンコ、フィギュアスケート選手
- 3月4日 - サミュエル・コンテスティ、フィギュアスケート選手
- 3月5日 - 佐久間仁、ミュージカル俳優
- 3月9日 - ウィリー・アイバー、メジャーリーガー
- 3月10日 - ソニン、歌手・舞台女優
- 3月10日 - ラシンダ・ディーマス、陸上競技選手
- 3月11日 - 龍皇昇、元大相撲力士
- 3月16日 - スティーブン・ドリュー、メジャーリーガー
- 3月17日 - ラウル・メイレレス、サッカー選手
- 3月19日 - マット・サイダル、プロレスラー
- 3月23日 - 王超、野球選手
- 3月26日 - エリック・ハッカー、プロ野球選手
- 3月29日 - エド・スクライン、俳優、ラッパー
- 3月29日 - 鈴木亮平、俳優
- 3月30日 - ザック・ゴーウェン、プロレスラー
- 3月30日 - 大勇武龍泉、大相撲力士
- 3月30日 - 田馥甄、歌手 (S.H.E)

### 4月
- 4月3日 - イドラ・ヘーゲル、フィギュアスケート選手
- 4月3日 - ベン・フォスター、サッカー選手
- 4月4日 - アマンダ・リゲッティ、女優、映画プロデューサー
- 4月5日 - ジュゼッペ・マッツァンティ、野球選手
- 4月5日 - BUSHI、プロレスラー
- 4月7日 - フランク・リベリー、サッカー選手
- 4月7日 - 文智愛、アナウンサー
- 4月8日 - イスマイル・マタル、サッカー選手
- 4月8日 - クリス・アイアネッタ、メジャーリーガー
- 4月9日 - 風見尚、陸上競技選手
- 4月10日 - ライアン・メリマン、俳優
- 4月12日 - カイル・ヤマダ、サッカー選手
- 4月13日 - クラウディオ・ブラーボ、サッカー選手
- 4月14日 - タチアナ・チュバエワ、フィギュアスケート選手
- 4月15日 - グラディス・オロスコ、フィギュアスケート選手
- 4月16日 - アレックス・アントニオ・デ・メロ・サントス、サッカー選手
- 4月18日 - ミゲル・カブレラ、メジャーリーガー
- 4月19日 - ジョー・マウアー、メジャーリーガー
- 4月20日 - セバスチャン・カルミネ・イングロッソ（英語版）、DJ/エレクトロダンスプロデューサー
- 4月20日 - ダニー・グレンジャー、バスケットボール選手
- 4月20日 - ミランダ・カー、ファッションモデル
- 4月21日 - ググ・バサ＝ロー、女優
- 4月21日 - パヴェウ・ブロジェク、サッカー選手
- 4月23日 - ダニエラ・ハンチュコバ、テニス選手
- 4月24日 - ハンナ・メルニチェンコ、陸上競技選手
- 4月25日 - ホアン・ミランダ、野球選手
- 4月26日 - 大露羅敏、大相撲力士
- 4月28日 - デビッド・フリース、メジャーリーガー
- 4月29日 - ジェイ・カトラー、アメリカンフットボール選手
- 4月29日 - デビッド・リー、バスケットボール選手
- 4月30日 - ネナド・ミリヤシュ、サッカー選手

### 5月
- 5月1日 - クレイグ・クラシック、プロレスラー
- 5月4日 - ジェシー・モス、俳優
- 5月5日 - 白馬毅、元大相撲力士
- 5月5日 - ヘンリー・カヴィル、俳優、モデル
- 5月6日 - ダニエウ・アウヴェス、サッカー選手
- 5月6日 - Namewee（黄明志）、マレーシアの歌手、映画監督
- 5月7日 - タンガ・ロア、プロレスラー
- 5月8日 - 青木真也、格闘家
- 5月9日 - 松田龍平、俳優
- 5月11日 - マット・ライナート、アメリカンフットボール選手
- 5月12日 - エバン・ミーク、プロ野球選手
- 5月12日 - KUSHIDA、格闘家、プロレスラー
- 5月13日 - ヤヤ・トゥーレ、サッカー選手
- 5月14日 - アンバー・タンブリン、女優
- 5月14日 - 黄権、野球選手
- 5月15日 - トム・ローラー、格闘家、プロレスラー
- 5月20日 - オスカル・カルドソ、サッカー選手
- 5月20日 - KAI、プロレスラー
- 5月22日 - ジョン・ホプキンス、オートバイレーサー
- 5月23日 - アレックス・シェリー、プロレスラー
- 5月24日 - 平田ぱんだ、ミュージシャン (THE BOHEMIANS)
- 5月26日 - デミー・デ・ゼーウ、サッカー選手
- 5月28日 - オルガ・アキモワ、フィギュアスケート選手
- 5月28日 - トビー・ヘミングウェイ、俳優
- 5月29日 - 横山だいすけ、歌手、俳優
- 5月30日 - ジェニファー・エリソン、女優
- 5月30日 - ハイロ・アセンシオ、メジャーリーガー
- 5月30日 - 柳済国、野球選手

### 6月
- 6月1日 - シルヴィア・フークス、女優

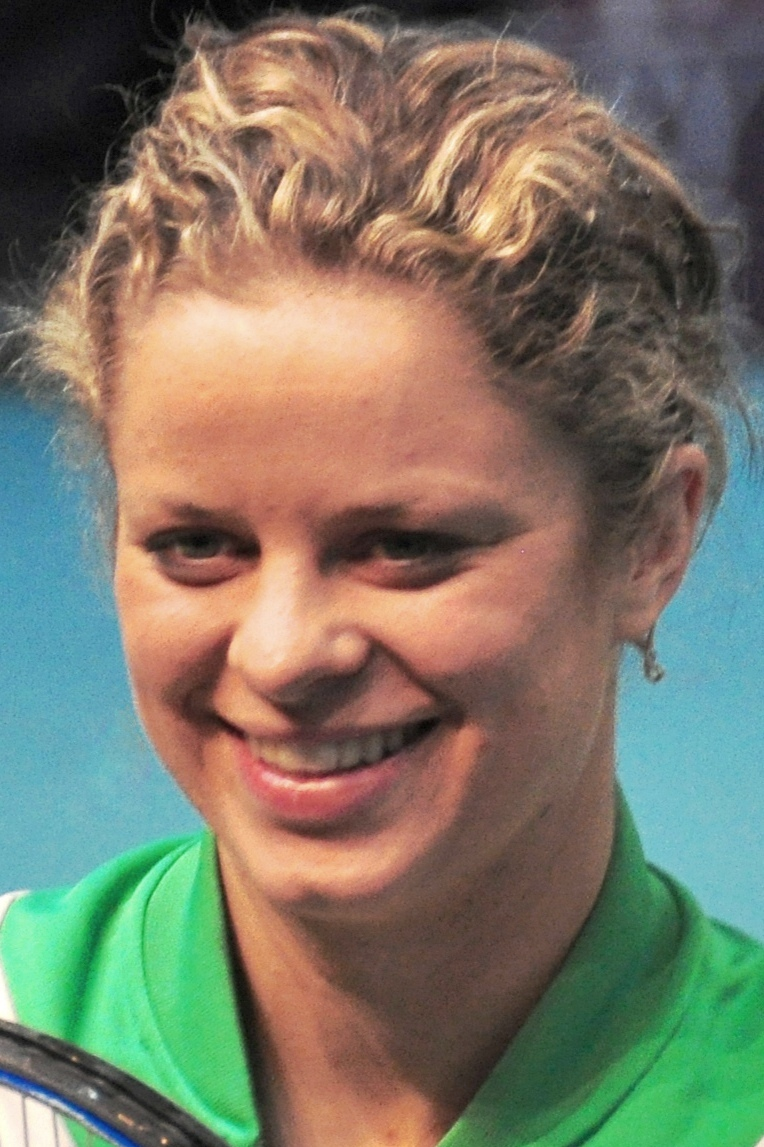
キム・クライシュテルス

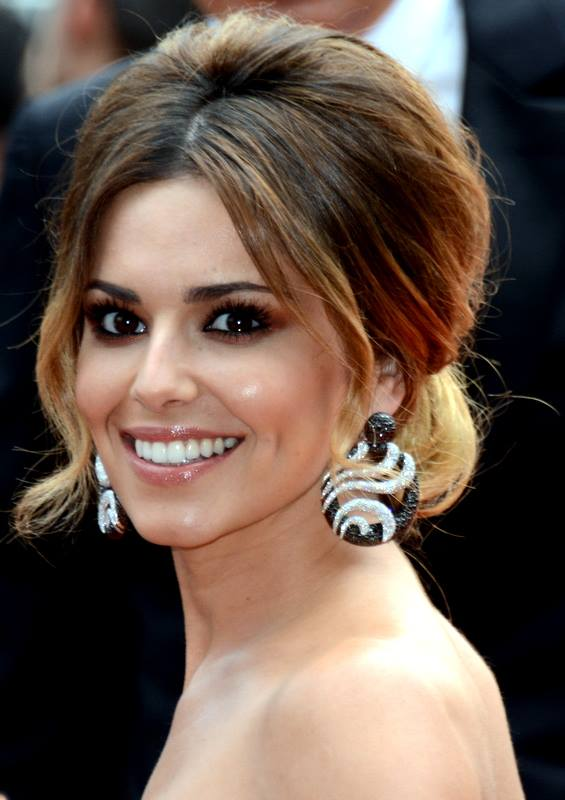
シェリル・コール

- 6月1日 - 平田実音、元女優、元子役（+ 2016年）
- 6月3日 - 川野翔、ミュージカル俳優
- 6月3日 - 強、歌手
- 6月3日 - ムータン、AV男優
- 6月4日 - エマニュエル・エブエ、サッカー選手
- 6月4日 - オリガ・サラドゥハ、陸上選手
- 6月6日 - ミカエル・クローン＝デリ、サッカー選手
- 6月6日 - アダム・ヘンダーショット、俳優
- 6月6日 - ジャンナ・マイケルズ、ポルノ女優
- 6月7日 - ダグ・マシス、プロ野球選手
- 6月7日 - マーク・ロウ、メジャーリーガー
- 6月8日 - キム・クライシュテルス、テニス選手
- 6月8日 - 宮野真守、声優、俳優、歌手
- 6月9日 - 張洹三、韓国のプロ野球選手
- 6月10日 - リーリー・ソビエスキー、女優
- 6月11日 - アンディ・オロゴン、格闘家
- 6月11日 - 高坂朝人、ボランティア活動家
- 6月11日 - 陳瑋、野球選手
- 6月11日 - ホセ・レイエス、メジャーリーガー
- 6月12日 - アンジャ・ルービック、モデル
- 6月12日 - ブライアン・ハバナ、ラグビー選手
- 6月14日 - 新木宏典、俳優、タレント
- 6月17日 - 風間俊介、俳優、タレント
- 6月17日 - 二宮和也、歌手、俳優、タレント（嵐）
- 6月17日 - デビッド・ポーリー、メジャーリーガー
- 6月24日 - イ・ジュホン、フィギュアスケート選手
- 6月27日 - ジム・ジョンソン、メジャーリーガー
- 6月30日 - シェリル・コール、歌手

### 7月

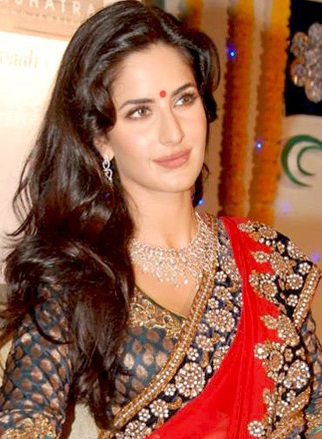
カトリーナ・カイフ

- 7月1日 - イトゥク、歌手、タレント (SUPER JUNIOR)
- 7月2日 - サミュエル・デドゥーノ、メジャーリーガー
- 7月2日 - ミシェル・ブランチ、シンガーソングライター
- 7月4日 - イザベリ・フォンタナ、ファッションモデル
- 7月4日 - ヴラディーミル・ベロモイン、フィギュアスケート選手
- 7月5日 - 鄭潔、女子プロテニス選手
- 7月5日 - ホナス・グティエレス、サッカー選手
- 7月8日 - アリ＝ペッカ・ヌルメンカリ、フィギュアスケート選手
- 7月8日 - ジョン・ボウカー、プロ野球選手
- 7月9日 - イリーナ・トカチュク、フィギュアスケート選手
- 7月10日 - キム・ヒチョル、歌手、タレント (SUPER JUNIOR)
- 7月12日 - ヤレリス・バリオス、陸上競技選手
- 7月13日 - 陳鏞基、プロ野球選手
- 7月13日 - 劉翔、陸上競技選手
- 7月14日 - アレクサンドル・シュービン、フィギュアスケート選手
- 7月15日 - ジュリアン・ルパルー、騎手
- 7月15日 - ユリア・フィッシャー、ヴァイオリニスト
- 7月16日 - カトリーナ・カイフ、ボリウッドの女優兼歌手
- 7月17日 - スティーブ・デラバー、メジャーリーガー
- 7月17日 - 薛之謙、シンガーソングライター
- 7月20日 - レスリー・ナカル、野球選手
- 7月22日 - ディアナ・ステラート、フィギュアスケート選手
- 7月23日 - アーロン・ピアソル、競泳選手
- 7月24日 - ダニエレ・デ・ロッシ、サッカー選手
- 7月24日 - 水川あさみ、女優
- 7月27日 - ゴラン・パンデフ、サッカー選手
- 7月28日 - コディ・ヘイ、フィギュアスケート選手

### 8月

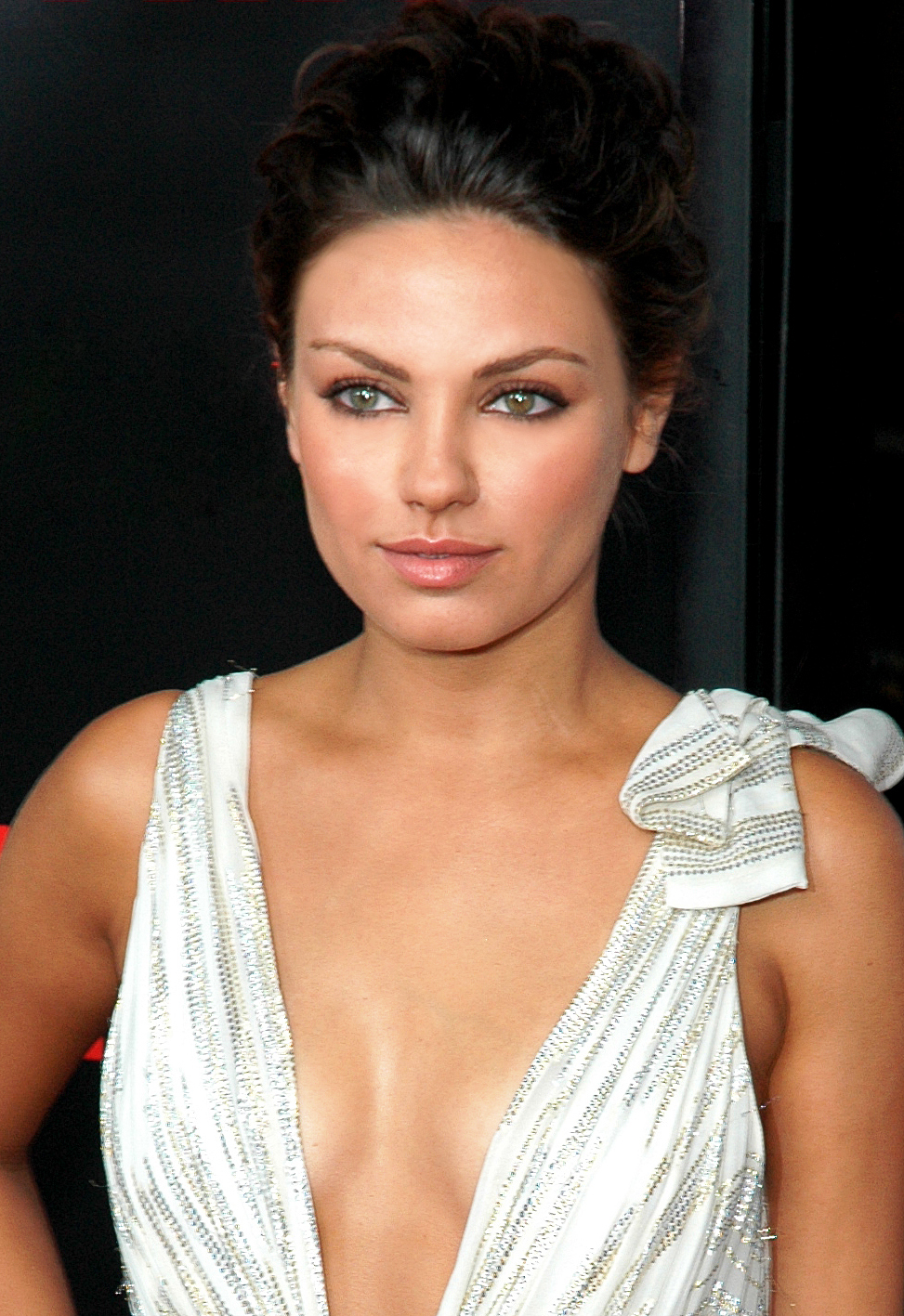
ミラ・クニス

- 8月2日 - ヒューストン・ストリート、野球選手
- 8月2日 - ミチェル・バストス、サッカー選手
- 8月3日 - メイミー・ガマー、女優
- 8月4日 - ジャイ・クロフォード、自転車競技選手
- 8月4日 - マリアナ・コズロワ、フィギュアスケート選手
- 8月4日 - マリウシュ・ブラズウィー、バレーボール選手
- 8月6日 - ロビン・ファン・ペルシ、サッカー選手
- 8月9日 - アシュレー・ジョンソン、女優
- 8月9日 - ドリュー・ブテラ、メジャーリーガー
- 8月11日 - 松尾翠、フリーアナウンサー、元フジテレビアナウンサー
- 8月12日 - クラース・ヤン・フンテラール、サッカー選手
- 8月14日 - ミラ・クニス、女優
- 8月15日 - 中村剛也、プロ野球選手
- 8月15日 - 本多陽子、声優、俳優
- 8月16日 - プム・ジェンセン、タイ国王ラーマ9世の孫（+ 2004年）
- 8月20日 - ユーリ・ジルコフ、サッカー選手
- 8月21日 - ウンベルト・コントレラス、フィギュアスケート選手
- 8月21日 - ジェシー・チャベス、メジャーリーガー
- 8月21日 - 全珠利（朝鮮語版）、アナウンサー
- 8月21日 - ブロディ・ジェンナー、タレント
- 8月23日 - アニー・イロンゼ、女優
- 8月23日 - ジェームズ・コリンズ、サッカー選手
- 8月23日 - 棚橋麻衣、タレント
- 8月24日 - レアンドロ・ドミンゲス・バルボーザ、サッカー選手
- 8月26日 - ニコル・デーヴィッド、スカッシュ選手
- 8月26日 - フェリペ・メロ、サッカー選手
- 8月29日 - ジェニファー・ランドン、女優
- 8月30日 - 神原大地、声優
- 8月30日 - チョン・ダウン (アナウンサー)
- 8月30日 - NAOTO、三代目J Soul Brothers、EXILEのメンバー
- 8月30日 - 松本潤、歌手、俳優、タレント（嵐）
- 8月30日 - レオン・ボイド、野球選手
- 8月31日 - ラリー・フィッツジェラルド、アメリカンフットボール選手

### 9月
- 9月1日 - アレックス・ラミレス・ジュニア、元プロ野球選手
- 9月1日 - ホセ・アントニオ・レジェス、サッカー選手
- 9月2日 - ギャビー・サンチェス、プロ野球選手
- 9月4日 - ダグラス・ショウ・藤崎、実業家
- 9月4日 - 中丸雄一、歌手、俳優、タレント、KAT-TUNの元メンバー
- 9月5日 - クリス・ヤング、メジャーリーガー
- 9月5日 - 小林親弘、俳優、声優
- 9月7日 - アネッテ・ディトルト、フィギュアスケート選手
- 9月8日 - ディエゴ・ベナリオ、サッカー選手
- 9月9日 - アレックス・ロメロ、メジャーリーガー
- 9月9日 - カイル・デイビーズ、プロ野球選手
- 9月10日 - 神戸遥真、小説家
- 9月10日 - ジェレミ・トゥララン、サッカー選手
- 9月13日 - カースティ・コベントリー、競泳選手
- 9月13日 - ガオグライ・ゲーンノラシン、ムエタイ選手
- 9月13日 - ジェイムス・ボーン、ミュージシャン
- 9月14日 - エイミー・ワインハウス、歌手（+ 2011年）
- 9月15日 - 正木棟馬、ミュージカル俳優
- 9月16日 - カースティ・コベントリー、競泳選手
- 9月17日 - 仲の国将、元大相撲力士
- 9月18日 - ブレント・リリブリッジ、メジャーリーガー
- 9月18日 - ライアン・ムーア、騎手
- 9月19日 - カール・ランドリー、バスケットボール選手
- 9月20日 - 伊藤由奈、歌手
- 9月23日 - アルビス・オヘイダ、プロ野球選手
- 9月26日 - 植松泰良、プロ野球コーチ
- 9月26日 - リカルド・クアレスマ、サッカー選手
- 9月28日 - イザベル・ピエマン、フィギュアスケート選手

### 10月

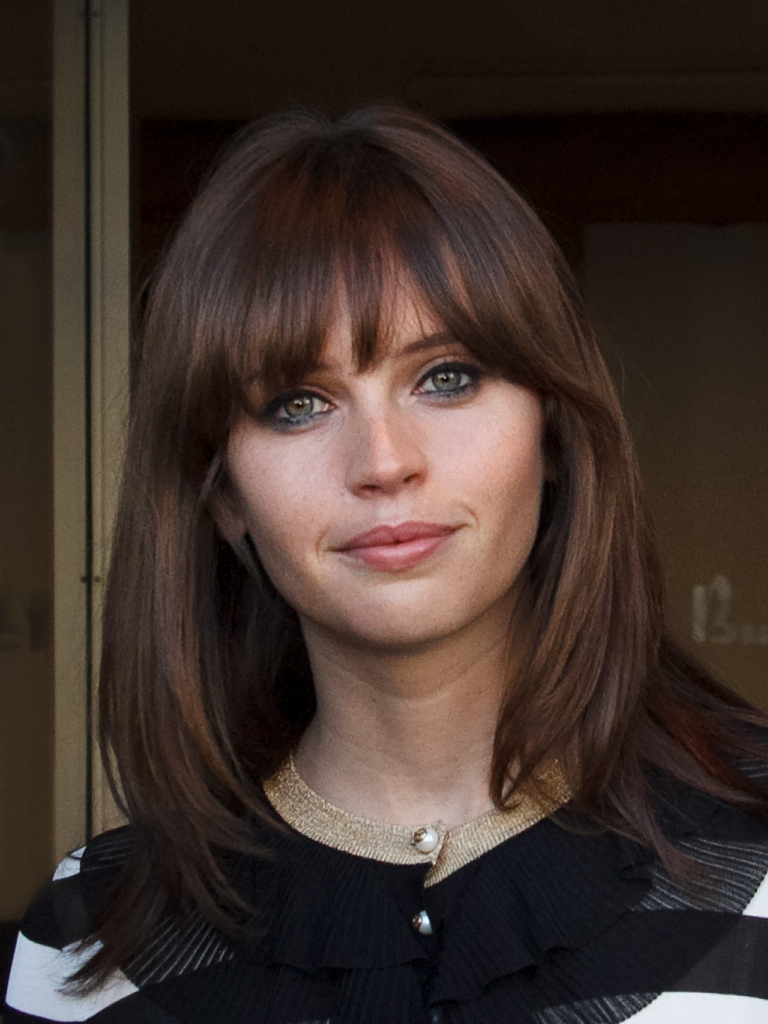
フェリシティ・ジョーンズ

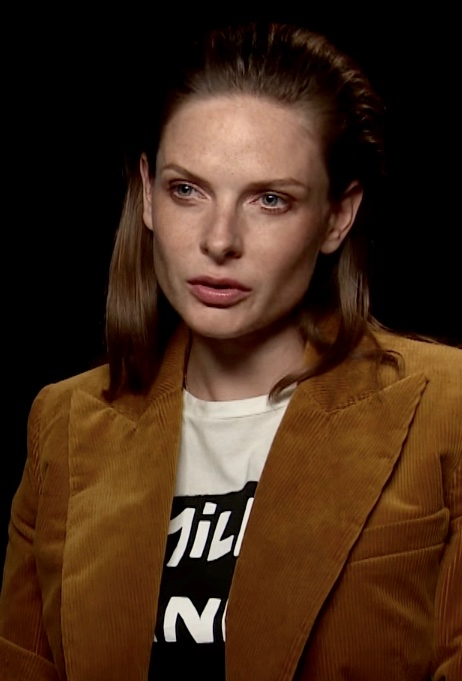
レベッカ・ファーガソン

- 10月1日 - ミルコ・ヴチニッチ、サッカー選手
- 10月1日 - モハメド・アブデルワハブ、サッカー選手（+ 2006年）
- 10月2日 - アレクセイ・ベル、野球選手
- 10月3日 - テッサ・トンプソン、女優
- 10月3日 - フレッジ、サッカー選手
- 10月4日 - セルゲイ・アントノフ、チェリスト
- 10月4日 - 上田竜也、歌手、俳優、タレント、KAT-TUNの元メンバー
- 10月4日 - カート・スズキ、メジャーリーガー
- 10月4日 - 前田愛、女優
- 10月5日 - アレクシー・オガンド、メジャーリーガー
- 10月5日 - フェリペ・ポーリーノ、プロ野球選手
- 10月5日 - ジェシー・アイゼンバーグ、俳優
- 10月5日 - ニッキー・ヒルトン、ファッションモデル
- 10月5日 - フアン・マヌエル・バルガス、サッカー選手
- 10月6日 - SUGI、プロレスラー
- 10月6日 - ラダメス・リズ、プロ野球選手
- 10月7日 - マキシム・トランコフ、フィギュアスケート選手
- 10月9日 - イングリッド・ロス、フィギュアスケート選手
- 10月9日 - ジェイソン・プライディ、プロ野球選手
- 10月9日 - 張美蘭（英語版）、重量挙げ選手
- 10月10日 - オーサ・イェークストロム、漫画家・イラストレーター
- 10月13日 - クリス・セドン、プロ野球選手
- 10月15日 - アンドレアス・イヴァンシッツ、サッカー選手
- 10月15日 - ステフィー・タン、歌手
- 10月15日 - ブルーノ・セナ、F1ドライバー
- 10月16日 - ケニー・オメガ、プロレスラー
- 10月17日 - イヴァン・サエンコ、サッカー選手
- 10月17日 - フェリシティ・ジョーンズ、女優
- 10月17日 - 橋本絵莉子、歌手（チャットモンチー）
- 10月17日 - ミッチ・タルボット、プロ野球選手
- 10月17日 - ミリツァ・ブロゾヴィチ、フィギュアスケート選手
- 10月19日 - ウラジミール・ガブロフ、サッカー選手
- 10月19日 - レベッカ・ファーガソン、女優
- 10月20日 - ミシェル・フォルム、サッカー選手
- 10月20日 - 山田孝之、俳優
- 10月20日 - 大和ヒロシ、プロレスラー
- 10月21日 - アンディ・マルテ、プロ野球選手（+ 2017年）
- 10月21日 - ザック・グレインキー、メジャーリーガー
- 10月21日 - フランシスコ・カラバイヨ、プロ野球選手
- 10月24日 - クリス・コラベロ、メジャーリーガー
- 10月26日 - ドミトリ・シチェフ、サッカー選手
- 10月28日 - エスマイリン・カリダ、元プロ野球選手
- 10月28日 - ニーコ、声優
- 10月31日 - アレクサンドル・グリシチューク、チェス選手
- 10月31日 - ファビオ・クアリャレッラ、サッカー選手
- 10月31日 - ルイス・メンドーサ、プロ野球選手

### 11月
- 11月1日 - イェレナ・トマシェヴィッチ、歌手
- 11月1日 - 小倉優子、バラエティタレント
- 11月5日 - アレクサ・チャン、モデル、TVプレゼンター
- 11月5日 - アン・ヨンミ、コメディアン、歌手
- 11月5日 - フアン・モリーヨ、プロ野球選手
- 11月6日 - 裵賢鎮、放送記者、アナウンサー
- 11月6日 - 山本匠馬、声優
- 11月7日 - アダム・ディヴァイン、俳優、声優、コメディアン、脚本家、プロデューサー、歌手
- 11月7日 - エスメルリング・バスケス、プロ野球選手
- 11月7日 - セルゲイ・バラノフ、フィギュアスケート選手
- 11月7日 - ソフィア・グリーンウッド、モデル
- 11月7日 - チャ・ダヘ、アナウンサー
- 11月8日 - パヴェル・ポグレブニャク、サッカー選手
- 11月8日 - ブランカ・ブラシッチ、陸上競技選手
- 11月9日 - トニー・バーネット、プロ野球選手
- 11月11日 - 鈴木達央、声優、歌手、俳優
- 11月11日 - フィリップ・ラーム、サッカー選手
- 11月14日 - ギジェルモ・モスコーソ、プロ野球選手
- 11月15日 - ヨニー・ハイティンハ、サッカー選手
- 11月16日 - K、歌手
- 11月17日 - ジョディ・ヘンリー、元競泳選手
- 11月17日 - ライアン・ブラウン、メジャーリーガー
- 11月17日 - ライアン・ブラッドレイ、フィギュアスケート選手
- 11月17日 - ルイス・アルベルト・サントス・ドス・サントス、サッカー選手
- 11月18日 - マイケル・ドーソン、サッカー選手
- 11月22日 - 芦名星、女優（+ 2020年）
- 11月24日 - ディーン・アシュトン、元サッカー選手
- 11月25日 - 伊藤淳史、俳優
- 11月26日 - 加藤英美里、声優
- 11月26日 - 丸山隆平、タレント、歌手、俳優 (SUPER EIGHT)
- 11月30日 - ニコラス・コール、フィギュアスケート選手

### 12月
- 12月1日 - 王皓、卓球選手
- 12月2日 - アーロン・ロジャース、アメリカンフットボール選手
- 12月4日 - ロマン・ザレツキー、フィギュアスケート選手
- 12月5日 - マクシマン・コイーア、フィギュアスケート選手
- 12月8日 - エレーナ・ハリアヴィナ、フィギュアスケート選手
- 12月9日 - エゴール・ゴロフキン、フィギュアスケート選手
- 12月10日 - チェ・ヨンウン、フィギュアスケート選手
- 12月13日 - オティリア・イェジェイチャク、競泳選手
- 12月13日 - 張俊、野球選手
- 12月16日 - ケレンナ・アズバイク、バスケットボール選手
- 12月16日 - トム・ウィルヘルムセン、メジャーリーガー
- 12月16日 - パトリック・マッコート、サッカー選手
- 12月20日 - ジョナ・ヒル、俳優、映画監督
- 12月20日 - 寺島拓篤、声優
- 12月21日 - ジョン・メイベリー・ジュニア、メジャーリーガー
- 12月21日 - スティーヴン・ユァン、俳優
- 12月22日 - ナタリー・ペシャラ、フィギュアスケート選手
- 12月23日 - ジェイミー・シルバースタイン、フィギュアスケート選手
- 12月23日 - ハンリー・ラミレス、メジャーリーガー
- 12月25日 - トリスタン・ソード、フィギュアスケート選手
- 12月26日 - 高橋優、シンガーソングライター
- 12月29日 - 三上恭佑、プロレスラー
- 12月30日 - エディ・エドワーズ、プロレスラー

## ノーベル賞
- 物理学賞 - スブラマニアン・チャンドラセカール(アメリカ)、ウィリアム・ファウラー(アメリカ)
- 化学賞 - ヘンリー・タウベ(アメリカ)
- 生理学・医学賞 - バーバラ・マクリントック(アメリカ)
- 文学賞 - ウィリアム・ゴールディング(イギリス)
- 平和賞 - レフ・ワレサ(ポーランド)
- 経済学賞 - ジェラール・ドブルー、(アメリカ)